# Chiesa dei Santi Giacomo e Filippo (Venegono Inferiore)
La chiesa dei Santi Giacomo e Filippo è la parrocchiale di Venegono Inferiore, in provincia di Varese ed arcidiocesi di Milano; fa parte del decanato di Tradate. 

## Storia
Già nella Notitia cleri, datata 1398, è citata una cappella a Venegono Inferiore filiale della pieve di Castelseprio; è poi nuovamente menzionata negli atti della visita compiuta dall'arcivescovo Gabriele Sforza intorno alla metà del XV secolo e poi ancora nel Liber Seminarii mediolanensis del 1564, dove viene definita rettoria.
Nell'estate del 1570 l'arcivescovo di Milano Carlo Borromeo, nel corso della sua visita pastorale, espresse la volontà che la chiesa venisse riedificata; tuttavia, questa disposizione non venne rispettata dai venegonesi, tanto che nel 1606 l'arcivescovo Federico Borromeo, durante la sua visita, sollecitò i fedeli ad adempiere alle disposizioni del cugino dietro la minaccia di far demolire, in caso contrario, l'antica chiesa di San Michele, che fino a quel momento ricopriva il ruolo di parrocchiale.
Il 15 aprile 1610 si tenne la cerimonia di posa della prima pietra del nuovo luogo di culto; nella primavera del 1618 fu richiesta l'autorizzazione a officiare la chiesa, che il 18 marzo 1620 venne benedetta.
La balaustra del presbiterio fu realizzata nel 1670 e tra il 1733 e il 1735 venne costruito il nuovo altare maggiore.
Dalla relazione della visita pastorale del 1747 dell'arcivescovo Giuseppe Pozzobonelli si apprende che a servizio della cura d'anime vi erano il parroco, due ulteriori sacerdoti residenti e un chierico, che il numero dei fedeli era pari 955 e che la parrocchiale, in cui aveva sede la confraternita del Santissimo Sacramento, aveva come filiali gli oratori di San Rocco, di Santa Maria delle Vigne e dei Santi Nazaro e Celso.
Nel 1888, con decreto dell'arcivescovo Luigi Nazari di Calabiana recante la data del 22 novembre, la parrocchia passò dal vicariato di Carnago a quello di Tradate.
Tra il 1890 e il 1900 la chiesa fu oggetto di vari interventi, il maggiore dei quali, condotto nel 1894 su progetto dell'architetto Alfonso Parrocchetti, previde l'allungamento della navata.
Nel 1901 l'arcivescovo Andrea Carlo Ferrari, compiendo la sua prima visita pastorale, rilevò che i fedeli ammontavano a 1300 e che la parrocchiale, da cui dipendevano le cappelle di San Michele e di Sant'Antonio, era sede della confraternita del Santissimo Sacramento, della Pia unione delle Figlie di Maria, della Compagnia di San Luigi Gonzaga, dei Terziari francescani e del Consorzio di San Giuseppe; il medesimo presule celebrò la consacrazione della chiesa il 13 agosto 1908.
Negli anni venti il luogo di culto venne nuovamente ingrandito, con l'aggiunta di due campate; in quest'occasione si procedette pure a realizzare un sagrato maggiormente spazioso con la demolizione di alcune case.
Tra il 1971 e il 1972, con la riorganizzazione territoriale dell'arcidiocesi voluta dall'arcivescovo Giovanni Colombo, la parrocchia confluì nel decanato di Tradate.
Nel 1989 si procedette all'esecuzione dell'adeguamento liturgico secondo le usanze postconciliari mediante l'aggiunta dell'ambone e dell'altare rivolto verso l'assemblea e la rimozione delle balaustre che delimitavano il presbiterio.

## Descrizione

### Esterno
La facciata a salienti della chiesa, rivolta a sudovest, è suddivisa da una cornice recante un'iscrizione dedicatoria in due registri, entrambi scanditi da lesene con capitelli dorici: quello inferiore, più largo, è caratterizzato dai tre portali d'ingresso architravati, mentre quello superiore presenta centralmente una finestra ed è coronato dal timpano di forma triangolare.
Annesso alla parrocchiale è il campanile a base quadrata, costruito nel 1909; la cella presenta su ogni lato una monofora a tutto sesto ed è coronata dalla cupola.

### Interno

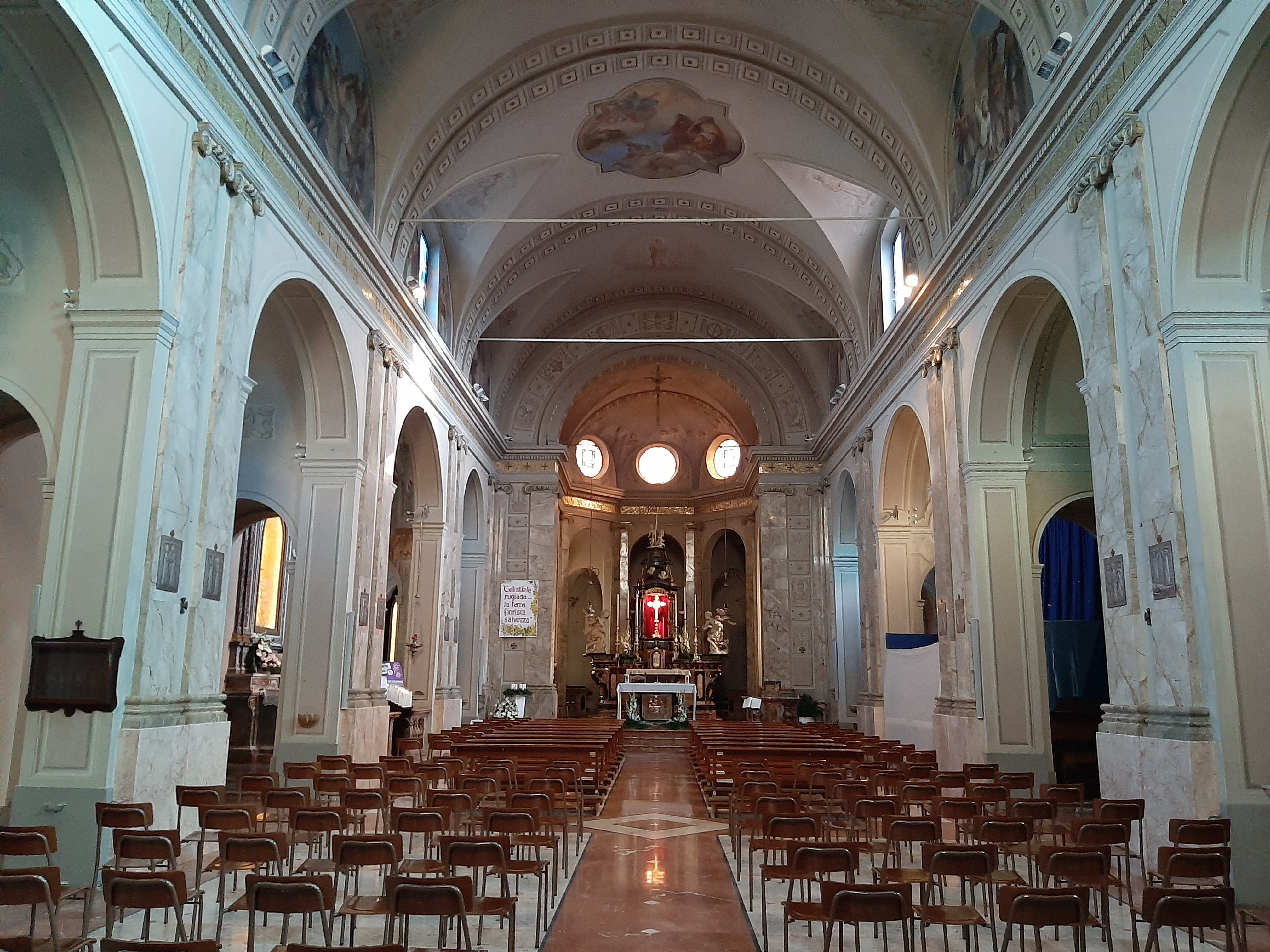
L'interno

L'interno dell'edificio si compone di un'unica navata, sulla quale si affacciano le cappelle laterali, introdotte da archi a tutto sesto e tra di loro intercomunicanti, e le cui pareti sono scandite da lesene binate terminanti con capitelli ionici e sorreggenti la trabeazione modanata e aggettante sopra la quale si imposta la volta a botte; al termine dell'aula si sviluppa il presbiterio, rialzato di alcuni gradini e chiuso dall'abside poligonale con ambulacro.